# نتاصحت (آيت أمديول)
نتاصحت هو دُوَّار يقع بجماعة آيت تامليل، إقليم أزيلال، جهة بني ملال خنيفرة في المملكة المغربية. ينتمي الدوّار لمشيخة آيت أمديول التي تضم 16 دوار. يقدر عدد سكانه بـ 104 نسمة حسب الإحصاء الرسمي للسكان والسكنى لسنة 2004.

## روابط خارجية
- البوابة الوطنية للجماعات الترابية
- المندوبية السامية للتخطيط